# Capilla del Savoy
La capilla real del Savoy (en inglés: Savoy Chapel o The King's Chapel of the Savoy) es una capilla real en Westminter, Londres, ubicada sobre la calle The Strand. 
Consagrada a Juan el Bautista y perteneciente a la iglesia de Inglaterra, no está sujeta a la jurisdicción de un obispado, destinada al uso privado y público del rey del Reino Unido en función de su ducado de Lancaster.

## Historia
La construcción original se realizó en la Edad Media y fue el templo principal del palacio Savoy, propiedad de Pedro II de Saboya, hasta que fue destruida junto con el palacio durante la revuelta de los campesinos de 1381. La construcción actual fue iniciada en los años 1490 por Enrique VII como capilla anexa a la larga nave del hospital (la nave era de uso secular antes que sagrado y contaba con 100 camas). El hospital cerró en 1702 y fue demolido en el siglo XIX. La capilla, que había sido finalizada en 1512, fue la única edificación que sobrevivió a la demolición que permitió construir una vía de acceso al puente de Waterloo.
Ha albergado a varias congregaciones religiosas. La más importante de ellas fue la de St Mary le Strand, mientras no poseyó un templo de su propiedad (1549–1714). También la congregación luterana alemana de Westminster (cuya sede actual está en Sandwich Street y Thanet Street, cerca de St. Pancras) obtuvo un permiso real para utilizar la capilla cuando se separó de la congregación luterana de la Santa Trinidad (congregación de la ciudad de Londres, ahora en St Anne and St Agnes). Su primer pastor, Irenaeus Crusius (perteneciente a la anterior congregación), consagró la capilla en 1694 como Marienkirche o iglesia alemana de St Mary-Le-Savoy.
Como iglesia anglicana, la capilla fue conocida en el siglo XVIII como un lugar donde los matrimonios sin amonestaciones podían realizarse fuera de los parámetros usuales de la ley eclesiástica de la época. Fue mencionada por Evelyn Waugh en su novela Retorno a Brideshead como el lugar donde las parejas de divorciados se casaban en aquellos días-un diminuto lugar («the place where divorced couples got married in those days—a poky little place»).
La mayor parte de los vitrales de la capilla fueron destruidos en el blitz durante la Segunda Guerra Mundial. Uno de los pocos que se salvó de los bombardeos fue un tríptico en una ventana que muestra una procesión de ángeles músicos. Está dedicado a la memoria de Richard D'Oyly Carte (quien en 1888 se casó en la capilla), y fue inaugurado en 1902 por Sir Henry Irving. Tras sus respectivos fallecimientos, los nombres de Rupert D'Oyly Carte y de su hija, Dame Bridget D'Oyly Carte, fueron agregados.

## Presente

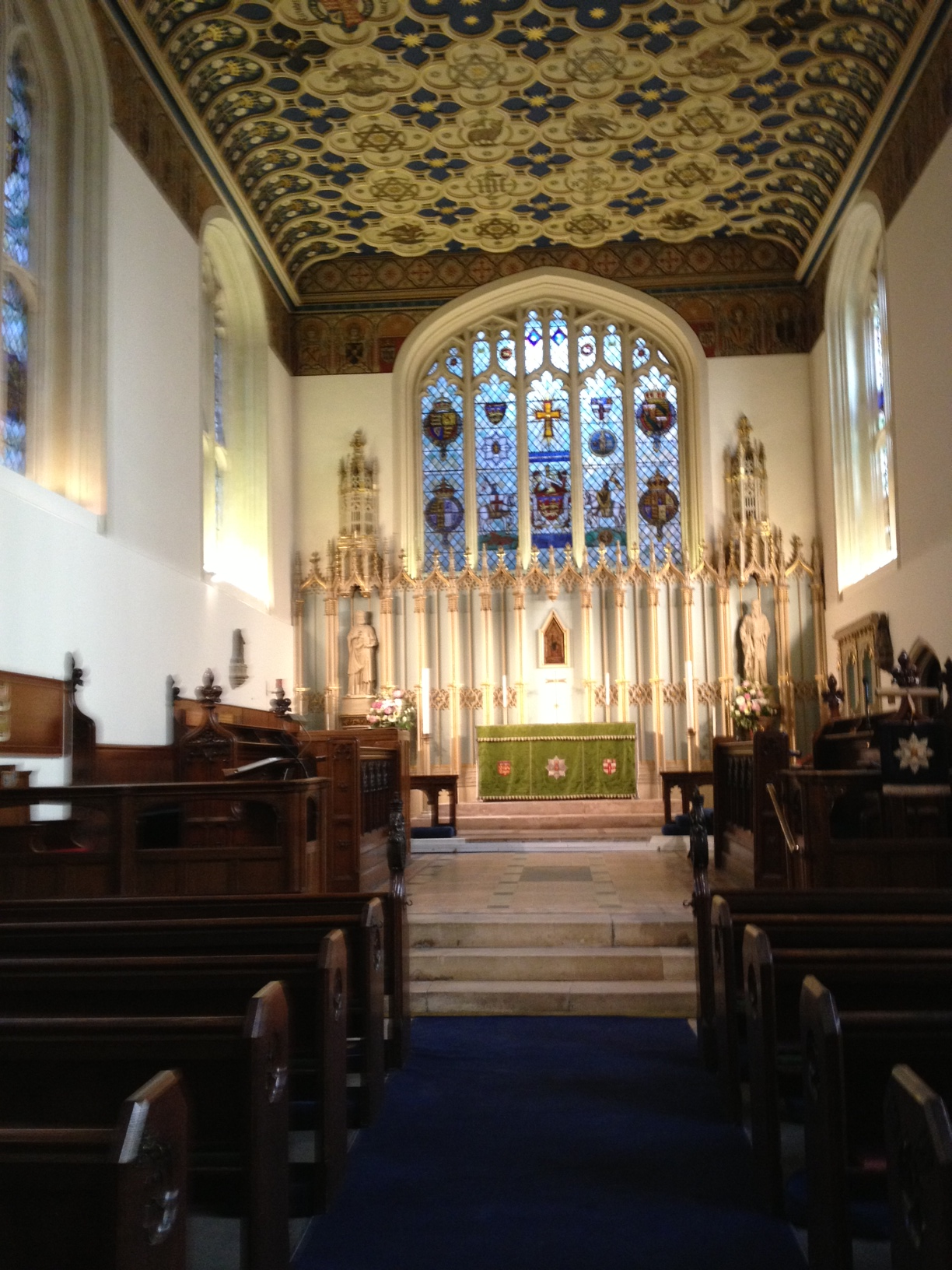
Nave de la capilla real en 2012.

La capilla ha sido propiedad real durante siglos como parte de la finca del hospital Savoy, y permanece como Royal Peculiar bajo la égida del monarca como patrimonio del ducado de Lancaster. El ducado designa al capellán, quien desde 1937 también es nombrado capellán de la Real Orden Victoriana. Es la iglesia parroquial de la finca Savoy, la más importante propiedad en tierras del Ducado de Lancaster. Placas conmemorativas con armoriales pasados y presentes de la Real Orden Victoriana son exhibidos en su interior.
En 1965 la reina Isabel II, conforme a su tradición musical, dedicó un órgano de tres teclados diseñado por William Cole y fabricado por J. W. Walker & Sons Ltd. Los sopranos del coro Savoy se integran a la edad de seis años (mientras cursan la escuela primaria) o se unen tras una prueba de voz a los siete años, en la Saint Olave's Grammar School. Los coristas que se unen al coro a los seis años y que superan la prueba de ingreso obtienen un lugar en Saint Olave.
El Ducado se encarga de la mayor parte de los costos de mantenimiento de la capilla. En 1999 se restauró el techo de la capilla, en 2002 se hicieron modificaciones paisajísticas del jardín en honor del Jubileo de Oro de Isabel II. Un reacondicionamiento general se hizo después y, en noviembre de 2012, la reina Isabel inauguró un nuevo vitral conmemorando su propio Jubileo de Diamante de Isabel II.
La capilla utiliza el libro de Oración Común de 1662 y la Biblia del rey Jacobo. Está abierta al público en general de lunes a jueves y los servicios se celebran los domingos.

## Enlaces externos

Escudo de Juan de Gante.